# 陣野瞳
陣野 瞳（じんの ひとみ、1991年3月23日 - ）は、栃木県栃木市出身のハンドボール選手。

## 経歴
栃木県立栃木商業高等学校時代の2008年に第2回女子ユース世界選手権大会の日本代表U-18に選出。高校卒業後は東京女子体育大学へ進学し、2009年に第10回女子ジュニアアジア選手権の日本代表U-20に選出された。
2013年に日本ハンドボールリーグの飛騨高山ブラックブルズ岐阜へ加入。
2016-17年シーズンから主将に就任。2017-18年シーズン限りで主将を退任した。
2018-19年シーズン限りで高山を退団。

## 詳細情報

### 年度別成績
| 年       | チーム   | 試合 | フィールド 得点 | 率   | 7m  | 合計   | 警告 | 退場 | 失格 |
| -------- | -------- | ---- | --------------- | ---- | --- | ------ | ---- | ---- | ---- |
| 2013-14  | 高山     | 18   | 6/12            | .500 | 0/0 | 6/12   | 4    | 6    | 0    |
| 2014-15  | 高山     | 18   | 13/38           | .342 | 1/1 | 14/39  | 8    | 4    | 0    |
| 2015-16  | 高山     | 0    | -               | -    | -   | -      | -    | -    | -    |
| 2016-17  | 高山     | 18   | 9/16            | .563 | 0/0 | 9/16   | 3    | 4    | 0    |
| 2017-18  | 高山     | 22   | 37/61           | .607 | 0/0 | 37/61  | 7    | 9    | 0    |
| 2018-19  | 高山     | 24   | 21/29           | .724 | 0/0 | 21/29  | 7    | 6    | 0    |
| JHL：6年 | JHL：6年 | 100  | 86/156          | .551 | 1/1 | 87/157 | 29   | 29   | 0    |

- 各年度の太字はリーグ最高

### 背番号
- 33 (2013年 - 2019年)